# Huyết giác
- Huyết giác hay còn gọi các tên khác là dứa dại, cau rừng, giác máu, giáng ông, cây xó nhà, ỏi càng (Tày), co ỏi khang (Thái)[1][2] (danh pháp khoa học: Dracaena cambodiana) là một loài thực vật có hoa trong họ Măng tây. Loài này được Pierre ex Gagnep. mô tả khoa học đầu tiên năm 1934.[3]

- Là loại cây tầm trung, không quá cao, cao khoảng 10m, to 30cm, ở gốc thân thẳng, thân già sẽ hoá thành gỗ, bỏ rỗng phần ở giữa và có màu đỏ.Lá huyết giác hình lưỡi kiếm, cứng, màu xanh tươi, thành cụm không có cuống. Lá huyết giác rụng sẽ để lại một vết sẹo trên thân cây. Thường chỉ có các bó lá tụ tập trung ở vị trí trên ngọn huyết giác.Hoa huyết giác mọc thành từng chùm dài lên đến 1m, hoa là tập hợp từng 2-4 hoa gần nhau. Hoa nhỏ, đường kính 7-8 mm, có màu vàng nhạt. Quả hình cầu đường kính khoảng 1cm, khi chín màu đỏ, chứa 3 đến hạt. Hạt huyết giác tròn như viên bi, đường kính tầm 6-7 cm.
- Thành phần hóa học của cây huyết giác: nhựa cây huyết giác gồm có C6H5-CO-CH2-CO-OC8H9O và dracoresinotanol chiếm 57-82%, ngoài ra còn có draco alben, dracoresen, nhựa không tan, phlobaphen và tạp thực vật khác 10,4%. Cây huyết giác có vị chát, đắng nhẹ, lành tính.

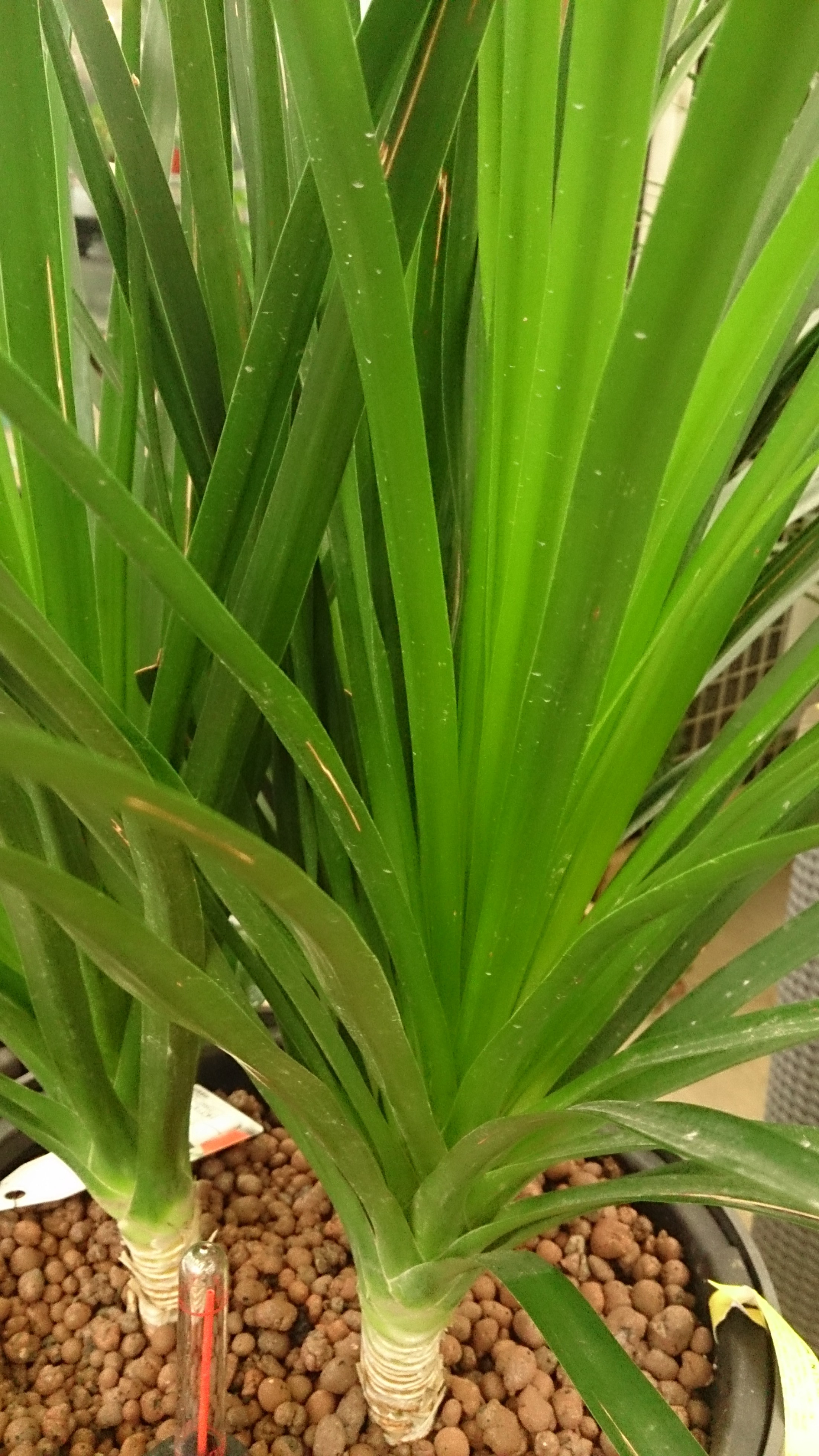
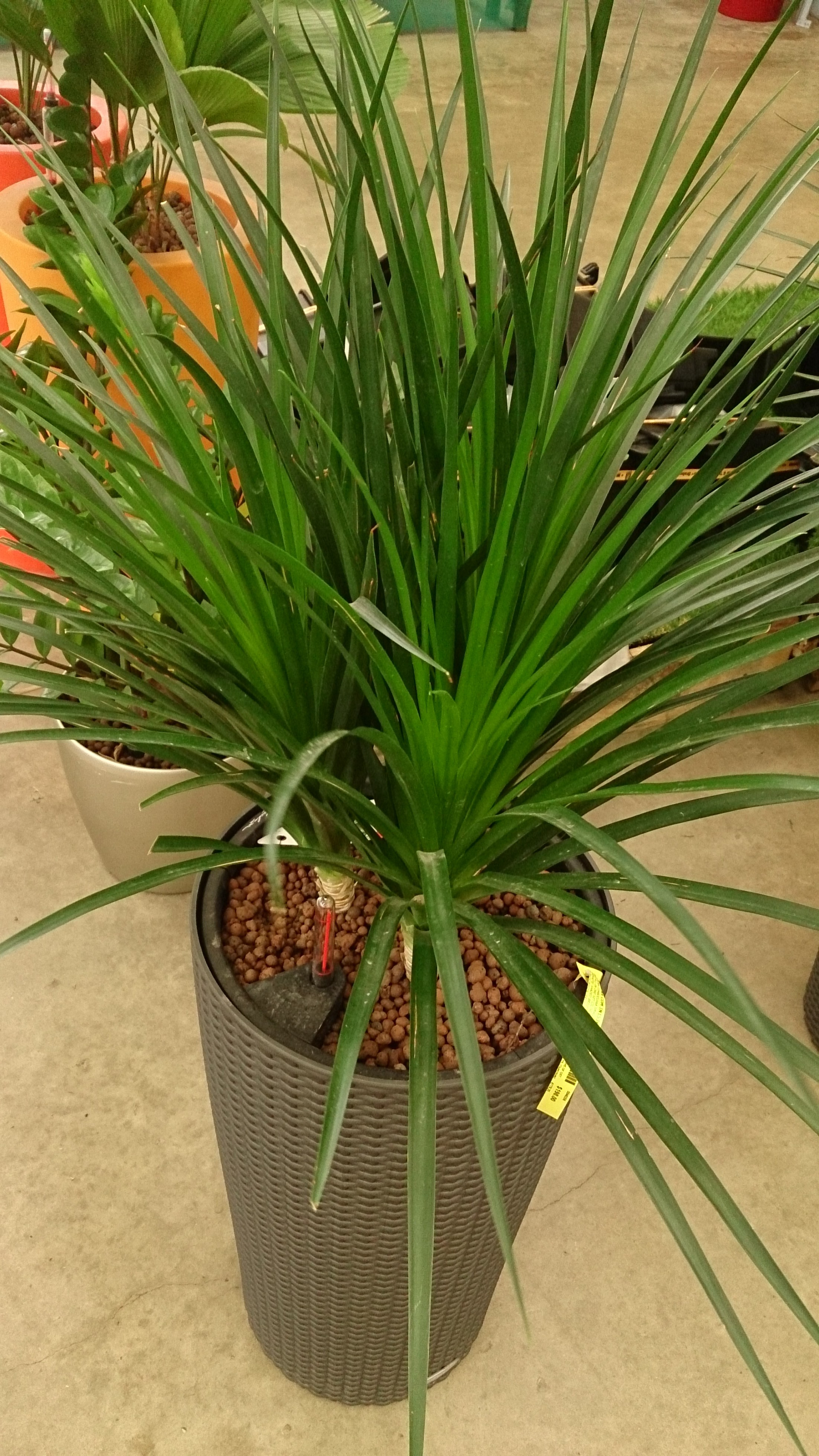

- Huyết giác phân bố chủ yếu ở các vùng núi đá khắp cả nước trên các núi đá vôi trong đất liền hoặc hải đảo từ Bắc vào Nam. Ngoài ra Cây huyết giác còn phân bố ở một số khu vực nhất định có khí hậu phù hợp như phía nam của Trung Quốc, Campuchia.
- Cây được thu hoạch bất kể mùa nào trong năm, khi thu hoạch cần chọn lấy phần gỗ của những cây huyết giác đã già, lâu năm có màu trong lõi đã chuyển thành màu đỏ nâu, lọc bỏ phần vỏ bên ngoài, phần gỗ mủn, mục, màu trắng. Sau đó thái lát mỏng và phơi hoặc sấy khô.
- Cây huyết giác có vị đắng và chát, lành tính, có tác dụng lưu thông máu, bổ máu, bổ khí, được dùng chữa bị thương do tụ máu sưng bầm, bong gân, đau nhức xương,... Dùng huyết giác kết hợp với một số dược liệu khác sắc uống hoặc huyết giác ngâm rượu để xoa bóp. Tác dụng của cây huyết giác là lợi máu, hoạt huyết, lợi khí, còn được dùng chữa các vết thương gây nên do máu tụ sưng bầm, đòn ngã tổn thương, bong gân, đau nhức xương,... Dùng huyết giác cùng các vị thuốc khác sắc uống hoặc ngâm huyết giác với rượu để xoa bóp phần đau

1. ↑  Trang 451, tập 3, Danh lục các loài thực vật Việt Nam; Nguyễn Tiến Bân (chủ biên); Nhà xuất bản Nông nghiệp Hà Nội - 2005
2. ↑  Trang 1023, tập 1, Cây thuốc và động vật làm thuốc ở Việt Nam; Nhiều tác giả; Nhà xuất bản Khoa học và Kỹ thuật Hà Nội - 2004
3. ↑  The Plant List (2010). "Dracaena cambodiana". Truy cập ngày 16 tháng 7 năm 2013.